# Antoine Ier de Constantinople
Pour les articles homonymes, voir Antoine Ier.
 (août 2023).
Antoine Cassymatas est un patriarche de Constantinople sous le nom d'Antoine Ier de Constantinople de janvier 821 à sa mort fin 836 ou avant le 21 janvier 837.

## Carrière
Peu d'informations sont connues à son propos, tant sur ses origines que sur le déroulement de son pontificat. Son nom de baptême était Constantin. Semble-t-il d'origine modeste, il avait une formation de juriste (nomikos), et assura un enseignement général (egkuklios paideia) dans l'école de notaires (nomê) qui se trouvait près de l'église Saint-Théodore Ta Sphôrakiou. Il se fit moine et adopta alors le nom d'Antoine. Il fut higoumène du monastère Tôn Mêtropolitôn, et en 814 il était évêque de Syllaion, en Pamphylie, probablement nommé par l'empereur Léon V l'Arménien, sur le trône depuis le 10 juillet 813. Il devint avec Jean le Grammairien, alors higoumène du monastère de Saints-Serge-et-Bacchus, l'un des deux conseillers de cet empereur en matière de religion. Au printemps 814 (après la mort du khan Kroum le 14 avril), ils furent formellement chargés par l'empereur de monter le dossier documentaire qui devait servir au rétablissement de l'iconoclasme. Le patriarche Nicéphore Ier fut tenu totalement à l'écart. Antoine et Jean rendirent visite à de grandes figures du clergé comme Euthyme de Sardes, retiré dans son monastère de l'Opsikion, pour tenter de les rallier au projet.
Le jour de Noël 814 eut lieu au Palais, en présence de l'empereur, une confrontation, très tendue, avec les principaux défenseurs du culte des images, notamment le patriarche Nicéphore, Théodore Studite, et Euthyme de Sardes. En janvier 815, les travaux de la commission aboutirent à la reconstitution de l'horos du concile de Hiéreia, avec tout le dossier scripturaire et patrologique. Le patriarche Nicéphore avait d'ailleurs commencé à répondre par écrit, point par point (Apologeticus minor, puis Apologeticus major). Cet affrontement eut une grande importance dans l'histoire de la renaissance culturelle byzantine du IXe siècle.
Finalement, le 13 mars 815, Nicéphore fut déposé et exilé en Bithynie. Il fut remplacé, non pas par l'un des deux conseillers religieux principaux, mais par un haut fonctionnaire laïc, Théodote Mélissène Cassitéras, lié par sa famille au grand empereur iconoclaste du siècle précédent, Constantin V.
Léon V fut assassiné le jour de Noël 820 par les partisans de Michel le Bègue, incarcéré pour complot et condamné à mort. Sorti de prison, ce dernier fut proclamé empereur et couronné par le patriarche Théodote, qui mourut au cours du mois suivant. À l'annonce de l'assassinat, les soldats du thème des Anatoliques proclamèrent un autre empereur, Thomas le Slave, et ils furent rejoints aussitôt après par trois autres thèmes. Dans ce contexte, à la veille d'une guerre civile, Michel le Bègue chercha à rassembler autour de lui : ordonnant la libération de tous les opposants à l'iconoclasme incarcérés pendant le règne précédent, comme Théodore Studite, il entra en pourparlers avec l'ex-patriarche Nicéphore, lui proposant, après la mort de Théodote, de le rétablir sur son siège. Les iconodoules comme Théodore Studite furent même reçus en audience au Palais. Mais Michel leur annonça qu'il refusait de revenir sur la restauration officielle de l'iconoclasme ; que les moines iconodoules ne seraient plus inquiétés, mais hors de la capitale ; que si Nicéphore était rétabli sur son trône, il devrait garder le silence sur cette question. L'ex-patriarche refusa le compromis et resta dans son exil. Ce fut donc Antoine Cassymatas qui prit la succession de Théodote, au grand dépit des iconodoules, qui avaient beaucoup compté sur ce changement d'empereur.
Pendant le printemps 821, Thomas le Slave conclut une alliance avec le calife Al-Ma’mūn qui lui permit de se faire couronner empereur par le patriarche melkite d'Antioche, Job. Antoine Cassymatas excommunia ce dernier. Il semble que Thomas le Slave ait aussi fait des tentatives de se rallier les iconodoules. Il fut vaincu et exécuté fin 823.
Fort peu de choses sont connues sur les actes d'Antoine Ier pendant son pontificat, qui dura pourtant environ seize ans. Après l'avènement de Théophile (2 octobre 829), Jean le Grammairien, qui avait été son précepteur, fut nommé « syncelle », c'est-à-dire adjoint du patriarche, avec option sur la succession. En 831 ou 832, un nouveau concile fut tenu pour confirmer et renforcer celui d'avril 815 : ceux qui refusaient la communion avec les iconoclastes étaient menacés d'emprisonnement, et ceux qui donnaient asile à ces récalcitrants de confiscation de leurs biens. Ensuite, les défenseurs du culte des images furent de nouveau jetés en prison ou envoyés en exil, comme sous le règne de Léon V.
Selon les sources iconodoules malveillantes, Antoine Cassymatas serait mort d'une maladie longue et pénible, qui fut le signe de la punition divine.